# 板留温泉
板留温泉（いたどめおんせん）は、青森県黒石市（旧国陸奥国）黒石温泉郷にある温泉。

## 泉質
- 含食塩芒硝泉。源泉温度58 - 60度[1]。

## 効能
神経痛、リューマチ、婦人病、ノイローゼ。

## 温泉街
浅瀬石川沿いに2軒の旅館、4軒の民宿が広がる。落合温泉は対岸にあたる。
以前は川沿いに共同浴場が存在したが、2004年に取り壊された。

## 歴史
開湯時期は不明。花山院忠長が上流に湯の湧く場所があると聞いてこの地を訪れた所、川の水と湯が混流して入湯できなかった。そのため村人が板を集めて湯を留めて入ったと伝わり、その伝承から板留温泉と称された。天文年間の津軽道中譚には既に温泉の記述が有ることから、それ以前の開湯であると考えられる。

## アクセス
- 弘南鉄道弘南線黒石駅より弘南バスで約20分。温湯温泉より上流へ約2キロ。